# Penge med posten
|  | Denne artikel er oprettet af botten Steenthbot ud fra en ekstern database. Den kan derfor have sproglige fejl eller mangler. Denne skabelon kan fjernes efter kontrol af indholdet. |

Penge med posten er en dansk oplysningsfilm fra 1956 instrueret af Jørgen Storm-Petersen efter eget manuskript.

## Handling
Der er penge med posten til Zacharias Jensen, men da han ikke er hjemme, afleverer postbudet en anmeldelse, som imidlertid kommer i gale hænder. Jensen skal betale sin skrædder og er ved at fortvivle over, at de ventede penge ikke er kommet. Andre forsøger at hæve Jensens postanvisning på 600 kroner ved hjælp af anmeldelsen alene, men - uden rigtig legitimation, ingen penge. Først da den rigtige Zacharias Jensen efter hårde trængsler møder op med den fornødne personlige legitimation, kan pengene udbetales, og takket være postvæsenets krav om legitimation er de 600 kroner kommet i de rette hænder. Jensens tøj er reddet.

## Medvirkende
- Ove Sprogøe
- Ellen Margrethe Stein
- Klaus Nielsen
- Troels Munk
- Carl Johan Hviid
- Ego Brønnum-Jacobsen
- Anni Stangerup